# Tilly Wedekind
Tilly Newes (11 de abril de 1886, Graz, Austria - 20 de abril de 1970, Múnich, Alemania) fue una actriz austroalemana.
Debutó en Colonia y Viena donde floreció su carrera. En Berlín conoció a Frank Wedekind con quien inició un tórrido romance, él la insultó y quiso suicidarse arrojándose al Spree
Se casó en 1906 con éll, veinte años mayor y con quien tuvo dos hijas (Pamela y Kadidja), fue la más conocida protagonista de la pieza teatral de su marido La caja de Pandora como Lulu que sirvió de base a la ópera de Alban Berg. 
Wedekind falleció en 1918 y tuvo una larga relación con el poeta Gottfried Benn.
Durante la Segunda Guerra Mundial permaneció en Alemania, donde Gustaf Gründgens y Emmy Göring la ayudaron causando luego roces con su hija Kadidja que la acusó de colaboracionismo.
En 1969 obtuvo el premio Schwabinger de la ciudad de Múnich.
Fue la abuela del músico y escritor Anatol Reigner (autor de una biografía familiar) y la actriz Carola Regnier, hijos de Pamela Wedekind y Charles Regnier.

## Literatura
- Tilly Wedekind: Lulu - die Rolle meines Lebens. Scherz, 1969.
- Tilly Wedekind: Ich spiele zum ersten Mal die Lulu und begegne Frank Wedekind. Henschelverlag, Berlín 1978.
- Anatol Regnier: Du auf deinem höchsten Dach: Tilly Wedekind und ihre Töchter, Eine Familienbiographie. Knaus, München 2003, ISBN 3-8135-0223-6.
- Scheibmayr, Erich, Letzte Heimat, Persönlichkeiten in Münchner Friedhöfen 1784-1984, Scheibmayr Verlag, München, 1985.